# 溜田剛士
溜田 剛士（ためだ つよし、1993年8月29日 - ）は、日本の元プロボクサー。長野県上田市出身。初代日本フェザー級ユース王者。大橋ボクシングジム所属。かつてはヨネクラボクシングジムに所属していた。

## 来歴
地元の長野では空手をやっていた。ボクシングを始めたきっかけは父の影響から。
2011年1月27日に後楽園ホールで吉田浩樹とフェザー級4回戦を戦い、1回1分10秒KO勝ちを収めてデビュー戦を白星で飾った。同年11月3日に開催された「東日本新人王トーナメント決勝戦」で千波丈二と対戦して、判定負けでプロ初黒星を喫した。
その後引き分けを挟んで7連勝して2015年8月5日に後楽園ホールで行われた「スヴェンソン・エキサイトボクシング」にてマーク・ベルナルデスとフェザー級8回戦を戦い、7回2分21秒TKO勝ちを収めた。この試合で東日本ボクシング協会から2015年8月度月間賞新鋭賞を受賞した。また同月27日にJBCの発表した最新ランキングで初めてフェザー級日本ランク入りを果たす。
そして2017年8月22日に後楽園ホールで小坂烈と日本フェザー級ユース王座決定戦を行い、3回終了TKO勝ちを収めて初代日本フェザー級ユース王者となった。なおこの試合はヨネクラジム所属選手の最後の試合であった。
2018年12月3日に後楽園ホールで行われた「第66回フェニックスバトル」にて日本スーパーバンタム級9位の丸田陽七太とフェザー級10回戦を行い、5回2分16秒TKO負けを喫した。
その後再起に成功した後、2019年7月1日、後楽園ホールで日本スーパーバンタム級15位のテイル渥美と対戦し、2回40秒TKO勝ちを収めた。
2019年11月19日、後楽園ホールで行われた『はじめの一歩30周年記念フェザー級トーナメント』に出場。韓国KMBフェザー級王者の李載雨と対戦し、3回1分19秒TKO負けを喫し、初戦で敗退した。
2020年11月28日、後楽園ホールでWBOアジアパシフィックフェザー級王者の森武蔵に挑戦するも、11回1分39秒TKO負けを喫した。
2021年7月8日、後楽園ホールでそれいけ太一と対戦し、2回1分46秒TKO勝ちを収めた。

## 獲得タイトル
- 初代日本フェザー級ユース王座（防衛0=返上）

## 戦績
- プロボクシング - 30戦22勝6敗2分（20KO）

| 戦           | 日付           | 勝敗 | 時間     | 内容    | 対戦相手                         | 国籍             | 備考                                          |
| ------------ | -------------- | ---- | -------- | ------- | -------------------------------- | ---------------- | --------------------------------------------- |
| 1            | 2011年1月27日  | 勝利 | 1R 1:10  | KO      | 吉田浩樹（ライオンズ）           | 日本             | プロデビュー戦                                |
| 2            | 2011年4月1日   | 勝利 | 1R 0:23  | TKO     | 吉本アラタ（コーエイ工業小田原） | 日本             | 2011年東日本フェザー級新人王予選              |
| 3            | 2011年5月13日  | 勝利 | 1R 1:21  | KO      | 佐藤克哉（ドリーム）             | 日本             | 2011年東日本フェザー級新人王予選              |
| 4            | 2011年8月2日   | 勝利 | 4R       | 判定3-0 | 高橋拓海（マナベ）               | 日本             | 2011年東日本フェザー級新人王予選              |
| 5            | 2011年9月28日  | 引分 | 4R       | 判定1-1 | 伊藤雅雪（伴流）                 | 日本             | 2011年東日本フェザー級新人王予選              |
| 6            | 2011年11月3日  | 敗北 | 5R       | 判定0-2 | 千波丈二（勝又）                 | 日本             | 2011年東日本フェザー級新人王決勝              |
| 7            | 2012年7月4日   | 勝利 | 5R 2:56  | TKO     | 佐藤克哉（ドリーム）             | 日本             |                                               |
| 8            | 2012年12月3日  | 勝利 | 1R 1:32  | TKO     | サンペット・ソーミーペット       | タイ             |                                               |
| 9            | 2013年4月22日  | 勝利 | 2R 2:43  | KO      | アディ・ウィグナ                 | インドネシア     |                                               |
| 10           | 2013年9月10日  | 勝利 | 2R 1:23  | KO      | プラーカイ・シリモンコンジム     | タイ             |                                               |
| 11           | 2014年1月28日  | 勝利 | 8R       | 判定3-0 | ヒーロー・ティト                 | インドネシア     |                                               |
| 12           | 2014年5月27日  | 引分 | 3R       | 負傷    | ジミー・パイパ                   | フィリピン       |                                               |
| 13           | 2014年10月14日 | 勝利 | 3R 1:48  | TKO     | 花木銀造（岐阜ヨコゼキ）         | 日本             |                                               |
| 14           | 2015年3月17日  | 勝利 | 1R 2:20  | KO      | 大橋健典（角海老宝石）           | 日本             |                                               |
| 15           | 2015年8月5日   | 勝利 | 7R 2:21  | TKO     | マーク・ベルナルデス             | フィリピン       |                                               |
| 16           | 2016年2月29日  | 勝利 | 2R 2:19  | TKO     | ノーンディア・ソーバンカル       | タイ             |                                               |
| 17           | 2016年4月22日  | 敗北 | 10R      | 判定0-3 | シンピウェ・ベチェカ             | 南アフリカ共和国 |                                               |
| 18           | 2016年10月17日 | 敗北 | 8R 0:52  | TKO     | 阿部麗也（KG大和）               | 日本             |                                               |
| 19           | 2017年8月22日  | 勝利 | 5R       | 判定3-0 | 小坂烈（真正）                   | 日本             | 日本フェザー級ユース王座決定戦                |
| 20           | 2017年10月2日  | 勝利 | 2R 1:42  | KO      | アエカウィット・コンファン       | タイ             |                                               |
| 21           | 2018年2月28日  | 勝利 | 5R 1:30  | KO      | デッリヤ・クラムールウォング     | タイ             |                                               |
| 22           | 2018年5月25日  | 勝利 | 3R 1:18  | TKO     | リボ・レンクン                   | インドネシア     |                                               |
| 23           | 2018年8月17日  | 勝利 | 2R 1:33  | KO      | アリエフ・ブレイダー             | インドネシア     |                                               |
| 24           | 2018年12月3日  | 敗北 | 5R 2:16  | TKO     | 丸田陽七太（森岡）               | 日本             |                                               |
| 25           | 2019年3月31日  | 勝利 | 6R 1:42  | TKO     | レネリオ・アリザラ               | フィリピン       |                                               |
| 26           | 2019年7月1日   | 勝利 | 2R 0:40  | TKO     | テイル渥美（渥美）               | 韓国             |                                               |
| 27           | 2019年9月17日  | 勝利 | 5R 2:08  | KO      | ジョー・テホネス                 | フィリピン       |                                               |
| 28           | 2019年11月19日 | 敗北 | 3R 1:19  | TKO     | 李載雨                           | 韓国             | はじめの一歩フェザー級トーナメント予選        |
| 29           | 2020年11月28日 | 敗北 | 11R 1:39 | TKO     | 森武蔵（薬師寺）                 | 日本             | WBOアジアパシフィックフェザー級タイトルマッチ |
| 30           | 2021年7月8日   | 勝利 | 2R 1:46  | TKO     | それいけ太一（湘南山神）         | 日本             |                                               |
| テンプレート |                |      |          |         |                                  |                  |                                               |